# タコマ・レイニアーズ
タコマ・レイニアーズ (英語:Tacoma Rainiers) は、アメリカ合衆国ワシントン州タコマに本拠地をおくマイナーリーグの野球チーム。メジャーリーグベースボールのシアトル・マリナーズ傘下AAA級チームで、パシフィックコーストリーグ西地区に所属している。本拠地球場はチェニー・スタジアム。

## 歴史
1904年、サクラメントからパシフィックコーストリーグ所属のサクラメント・ソロンズがタコマに移転し、球団名を「タコマ・タイガース」に改名。
1905年、シーズン半ばでタコマ・タイガースはサクラメントに戻り、球団名も元に戻った。
1930年代から1955年まで、ウェスタン・インターナショナル・リーグ所属の別の「タコマ・タイガース」が存在した。
1960年、サンフランシスコ・ジャイアンツ傘下のフェニックス・ジャイアンツがタコマに移転し、球団名を「タコマ・ジャイアンツ」に改名。以降、タコマに存在する球団は、系譜や運営母体の違いはあってもパシフィックコーストリーグ所属では共通している。
1965年、チームはフェニックスに戻ったが、シカゴ・カブス傘下のソルトレイク・ビーズがタコマに移転し、「タコマ・カブス」に改名。
1970年、チームはソルトレイクに戻り、ミネソタ・ツインズが新たに「タコマ・ツインズ」を創設。
1978年、ニューヨーク・ヤンキースと提携し、チーム名は「タコマ・ヤンキース」に。
1979年、クリーブランド・インディアンスと提携し、チーム名は「タコマ・タッグス」に改名。
1980年、チーム名を「タコマ・タイガース」に改名。
1981年、オークランド・アスレチックスと提携。
1995年、シアトル・マリナーズと提携し、現在の「タコマ・レイニアーズ」に改名。チーム名は以前シアトルに存在した同名のチームから由来する。この年はまだ若手だったアレックス・ロドリゲスや、日本人ではマック鈴木がプレーした。
2006年、シュレーゲル・スポーツ・グループがチームを買収。現在、球団株の3分の1をニック・ラシェイが保有している。

## 選手名鑑

### 現役選手
| 投手 - 58 マット・クロニン(Matt Cronin) - 46 ヘイゲン・ダナー (Hagen Danner) - -- テイラー・ドラード (Taylor Dollard) - 31 ジョナサン・ディアス (Jhonathan Díaz)* - 20 ウィリアム・フレミング (William Fleming) - 21 ジョシュ・フレミング (Josh Fleming) - 13 藤浪晋太郎 (Shintaro Fujinami) - 36 トレバー・ゴット (Trevor Gott) - -- レオン・ハンター・ジュニア (Leon Hunter Jr.) - 47 オースティン・キッチン (Austin Kitchen) - 33 ウィル・クライン (Will Klein)* - 19 ジャクソン・カワー (Jackson Kowar)* - 14 サウリン・ラオ (Sauryn Lao) - 38 マイケル・マリオット (Michael Mariot)* - 34 アドニス・メディーナ (Adonis Medina) - 29 ザック・ポップ (Zach Pop) - 37 テイラー・ソーセド (Tayler Saucedo)* - 22 ブライアン・ショウ (Bryan Shaw) - 17 トロイ・テイラー (Troy Taylor)* | 投手 - 58 マット・クロニン(Matt Cronin) - 46 ヘイゲン・ダナー (Hagen Danner) - -- テイラー・ドラード (Taylor Dollard) - 31 ジョナサン・ディアス (Jhonathan Díaz)* - 20 ウィリアム・フレミング (William Fleming) - 21 ジョシュ・フレミング (Josh Fleming) - 13 藤浪晋太郎 (Shintaro Fujinami) - 36 トレバー・ゴット (Trevor Gott) - -- レオン・ハンター・ジュニア (Leon Hunter Jr.) - 47 オースティン・キッチン (Austin Kitchen) - 33 ウィル・クライン (Will Klein)* - 19 ジャクソン・カワー (Jackson Kowar)* - 14 サウリン・ラオ (Sauryn Lao) - 38 マイケル・マリオット (Michael Mariot)* - 34 アドニス・メディーナ (Adonis Medina) - 29 ザック・ポップ (Zach Pop) - 37 テイラー・ソーセド (Tayler Saucedo)* - 22 ブライアン・ショウ (Bryan Shaw) - 17 トロイ・テイラー (Troy Taylor)* | 捕手 - 6 ハリー・フォード (Harry Ford) - 12 ブレイク・ハント (Blake Hunt)* - 28 ジェイコブ・ノッティンガム (Jacob Nottingham) - 46 ボー・テイラー (Beau Taylor) 内野手 - 35 ニック・ダン (Leury Bonilla) - 27 タイラー・ロックリア (Tyler Locklear)* - 14 ジャック・ロペス (Jack López) - 30 オースティン・シェントン (Austin Shenton) - 10 コール・ヤング (Cole Young) 外野手 - 8 ドミニク・キャンゾーン (Dominic Canzone)* - 16 コリン・デービス (Colin Davis) - 5 ケイド・マーロウ (Cade Marlowe) - 4 乙坂智 (Tomo Otosaka) - 9 スペンサー・パッカード (Spencer Packard) - 0 サマド・テイラー (Samad Taylor) - 2 ライラン・トーマス (Rhylan Thomas)* | 捕手 - 6 ハリー・フォード (Harry Ford) - 12 ブレイク・ハント (Blake Hunt)* - 28 ジェイコブ・ノッティンガム (Jacob Nottingham) - 46 ボー・テイラー (Beau Taylor) 内野手 - 35 ニック・ダン (Leury Bonilla) - 27 タイラー・ロックリア (Tyler Locklear)* - 14 ジャック・ロペス (Jack López) - 30 オースティン・シェントン (Austin Shenton) - 10 コール・ヤング (Cole Young) 外野手 - 8 ドミニク・キャンゾーン (Dominic Canzone)* - 16 コリン・デービス (Colin Davis) - 5 ケイド・マーロウ (Cade Marlowe) - 4 乙坂智 (Tomo Otosaka) - 9 スペンサー・パッカード (Spencer Packard) - 0 サマド・テイラー (Samad Taylor) - 2 ライラン・トーマス (Rhylan Thomas)* |
| * 40人ロースター 2025年5月26日更新 [公式サイト(英語)より：ロースター 選手の移籍・故障情報] | | | |

### 過去の主な所属選手
- アレックス・ロドリゲス
- ラウル・イバニェス
- メルビン・バンチ
- ギル・メッシュ
- ケビン・ホッジス
- ジョエル・ピネイロ
- ブライアン・フエンテス
- スコット・ポドセドニック
- ウィリー・ブルームクイスト
- トラビス・ブラックリー
- ジョージ・シェリル
- バッキー・ジェイコブセン
- ホセ・ロペス
- ユニエスキー・ベタンコート
- 木田優夫
- リック・ガトームソン
- フェリックス・ヘルナンデス
- 大家友和
- ジェフ・クレメント
- ウラディミール・バレンティン
- ロブ・ジョンソン
- ダグ・フィスター
- アダム・ムーア
- カイル・シーガー
- カルロス・ペゲーロ
- ブレイク・オチョア
- ダスティン・アクリー
- スティーブ・デラバー
- オリバー・ペレス
- ヘスス・モンテロ
- ヘスス・スクレ
- 蔣智賢
- ダニー・グッドウィン